# 泰洛特 (多尔多涅省)
泰洛特（法語：Teillots）是法国多尔多涅省的一个市镇，属于佩里格区（Périgueux）奥泰福尔县（Hautefort）。该市镇总面积10.02平方公里，2009年时的人口为124人。

## 人口
泰洛特人口变化图示